# Francisco de Paula Sousa e Melo
Francisco de Paula Sousa e Melo (Itu, 5 de janeiro de 1791 — Rio de Janeiro, 16 de agosto de 1854) foi um agricultor, nobre e político brasileiro.

## Vida
Filho de Antônio José de Sousa e Gertrudes Solidônia de Cerqueira. Tio do Senador Francisco Antônio de Sousa Queirós. Casou-se em 1819 com Maria de Barros Leite, sua prima, filha do capitão Antônio de Barros Penteado e D. Maria de Paula Machado. Com o casamento passou a assinar Maria de Paula Sousa e Melo. Tiveram oito filhos, dentre eles Francisco de Paula Sousa.
Amigo do padre Diogo Antônio Feijó, viveu um tempo em sua casa no Rio de Janeiro, na rua São José, nº 28.
Foi deputado à Assembléia Constituinte em Portugal, ainda no tempo do Brasil colônia. Foi depois membro da Assembleia Constituinte de 1823 (3 de maio a 12 de novembro de 1823) e deputado-geral nas três primeiras legislaturas (de 8 de maio de 1826 a 3 de setembro de 1829 e de 3 de maio de 1830 a 5 de outubro de 1833), sendo nesta mesma época, presidente da Câmara dos Deputados (de 4 de maio a 2 de junho de 1827). 

Defendeu a escravatura e a pena de morte nos debates sobre o Código Criminal do Império:
"O sistema de escravidão no Brasil é certamente péssimo. Porém, havendo entre nós muitos escravos, são precisas leis fortes, terríveis, para conter essa gente bárbara. Quem duvida que, tendo o Brasil 3 milhões de gente livre, incluídos ambos os sexos e todas as idades, esse número não chegue para arrostar [enfrentar] 2 milhões de escravos, todos ou quase todos capazes de pegar em armas? O que, senão o terror da morte, fará conter essa gente imoral nos seus limites?"
Foi senador pela Província de São Paulo (de agosto de 1833 a 1854) e primeiro-ministro do Império do Brasil em 1848.

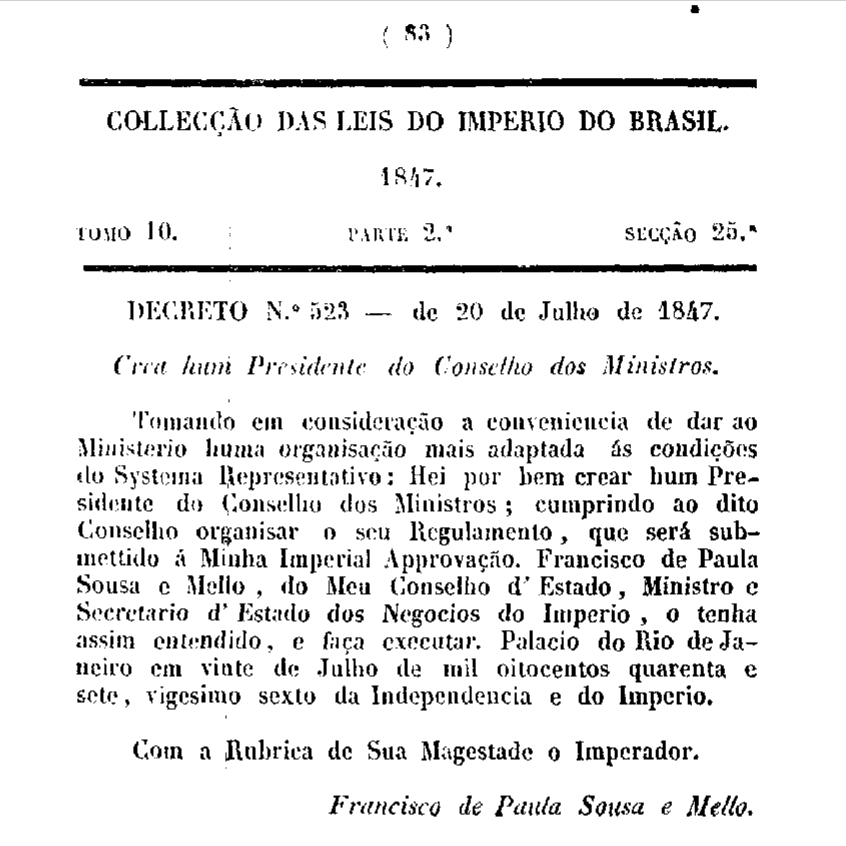
Lei de criação do parlamentarismo no Brasil em 1847 com a chancela ministerial de Sousa e Melo.

Faleceu no dia 16 de agosto de 1854. Foi sepultado no cemitério do Catumbi, no Rio de Janeiro.

## Gabinete de 31 de maio de 1848
Mais informações: Gabinete Paula Sousa
Foi Presidente do Conselho de Ministros e ministro da Fazenda
- Ministro do Império: José Pedro Dias de Carvalho
- Ministro da Justiça: Antônio Manuel de Campos Melo
- Ministro dos Estrangeiros: Bernardo de Sousa Franco
- Ministro da Marinha: Joaquim Antão Fernandes Leão
- Ministro da Guerra: João Paulo dos Santos Barreto